# Meliaba insignis
Meliaba insignis là một loài bướm đêm trong họ Noctuidae.